# Cymatiidae
Cymatiidae es una familia de caracoles marinos grandes de la superfamilia Tonnoidea y del orden Littorinimorpha. Los miembros de esta familia son caracoles marinos depredadores.

## Géneros
La familia Cymatiidae contiene los siguientes géneros:
- Argobuccinum Herrmannsen, 1846
- Austrosassia Finlay, 1931
- Austrotriton Cossmann, 1903
- Cabestana Röding, 1798
- Cymatiella Iredale, 1924
- Cymatium Roding, 1798
- Cymatona Iredale, 1929
- Distorsomina Beu, 1998
- Fusitriton Cossmann, 1903
- Gelagna Schauffus, 1869
- Gutturnium Mørch, 1852
- Gyrineum Link, 1807
- Halgyrineum Beu, 1998
- Linatella Gray, 1857
- Lotoria Emerson & Old, 1963
- Monoplex Perry, 1810
- Personella Conrad, 1865
- Proxicharonia Powell, 1938
- Ranularia Schumacher, 1817
- Reticutriton Habe & Kosuge, 1966
- Sassia Bellardi, 1873
- Septa Perry, 1810
- Turritriton Dall, 1904

## Literatura complementaria
- «Miocene gastropods and biostratigraphy of the Kern River area, California». Professional Paper (en inglés). 1970. doi:10.3133/pp642.